# Monasterio de Debre Bizen
El Monasterio de Debre Bizen (transliterado también como Dabrá Bizan) es uno de los complejos monásticos más antiguos y venerados de la Iglesia ortodoxa de Eritrea de confesión eustaquiana (de Ewostatewos o Eustaquio), situado a 2460 m sobre el nivel del mar en la cima del monte Bizen, cerca de la ciudad de Nefasit, en la región de Hamasien, en Eritrea. Su biblioteca contiene muchos y muy valiosos manuscritos en lengua ge'ez que se remontan al siglo XV.

## Historia

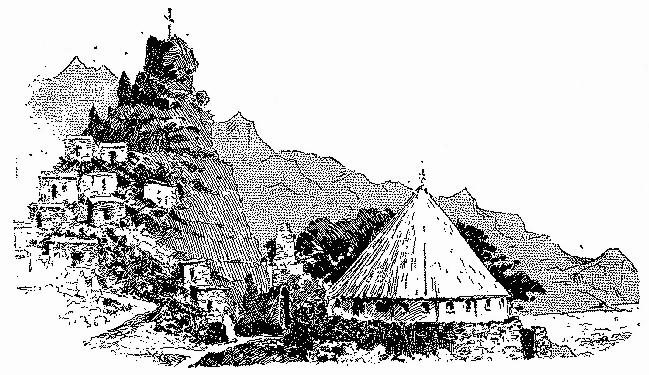
Grabado de Debre Bizen, publicado originariamente en J. T. Bent, The Sacred City of the Ethiopians (Londres, 1896)

El monasterio de Debre Bizen fue fundado en el 1350 por el Abuna Filippos, uno de los discípulos de Abba Absadi. En el 1400, el monasterio se sometió a la regla de Ewostatewos (en griego antiguo: Εὐστάθιος, Eustáthios). Más adelante, en el propio monasterio se escribiría un gadl (hagiografía) de Ewostatewos. Según Tom Killion, el monasterio se mantuvo independiente de la Iglesia ortodoxa etíope, mientras que Richard Pankhurst afirma que continuó dependiendo de la iglesia ortodoxa etíope de Tewahedo con sede en Axum. En cualquier caso, se conserva una carta del emperador Zara Yaqob en la que conceden tierras a Debre Bizen.
El monasterio fue uno de los muchos edificios dañados por el imperio otomano en sus campañas para establecer su Eyalato de Habesh en el siglo XVI.
Cuando Abuna Yohannes XIV, que venía de El Cairo a Etiopía para ejercer como cabeza de la Iglesia etíope, fue tomado como rehén en Arkiko por el nabab local, el abad de Debre Bizen lo ayudó a escapar.
En 1937 se encontraba habitado por unos 300 monjes coptos.
El monasterio, según la costumbre oriental, está constituido por varias chozas, en cada de las cuales vive un monje con uno o más sirvientes, que lo ayudan en sus quehaceres. Cuenta con dos iglesias, consagradas respectivamente a San Felipe y a San Juan.

## Filmografía
- Il convento copto di Monte Bizen. Cinegiornale Luce.
- Il maresciallo Graziani in visita al famoso convento copto del monte Bizen. Cinegiornale Luce.

- Datos: Q5248540